# Tropheus duboisi
Tropheus duboisi е вид лъчеперка от семейство Цихлиди (Cichlidae). Видът е световно застрашен, със статут Уязвим.

## Разпространение
Разпространен е в Бурунди, Демократична република Конго, Замбия и Танзания.